# Alter Schwede (Wismar)
Alter Schwede wird das älteste Bürgerhaus der Stadt Wismar genannt. Das Gebäude wurde um 1380 im späten backsteingotischen Stil am Wismarer Marktplatz erbaut. Der Begriff Alter Schwede entstand allerdings erst später, in Verbindung mit der Aufarbeitung der Schwedenzeit in Wismar im 19. Jahrhundert, worauf auch einer der Schwedenköpfe im Portal oberhalb der Eingangstür verweist. 
Charakteristisch für das Patrizierhaus ist der treppenförmige Giebelaufbau. Im Erdgeschoss befanden sich zur damaligen Zeit Wohn- und Geschäftsräume. Die anderen Geschosse wurden als Speicher benutzt. Im Jahre 1878 wurde in dem Gebäude erstmals eine Gastwirtschaft eröffnet. Noch zu DDR-Zeiten 1977 wurde das Gebäude umfassend restauriert. Heute wird es als Restaurant genutzt. 

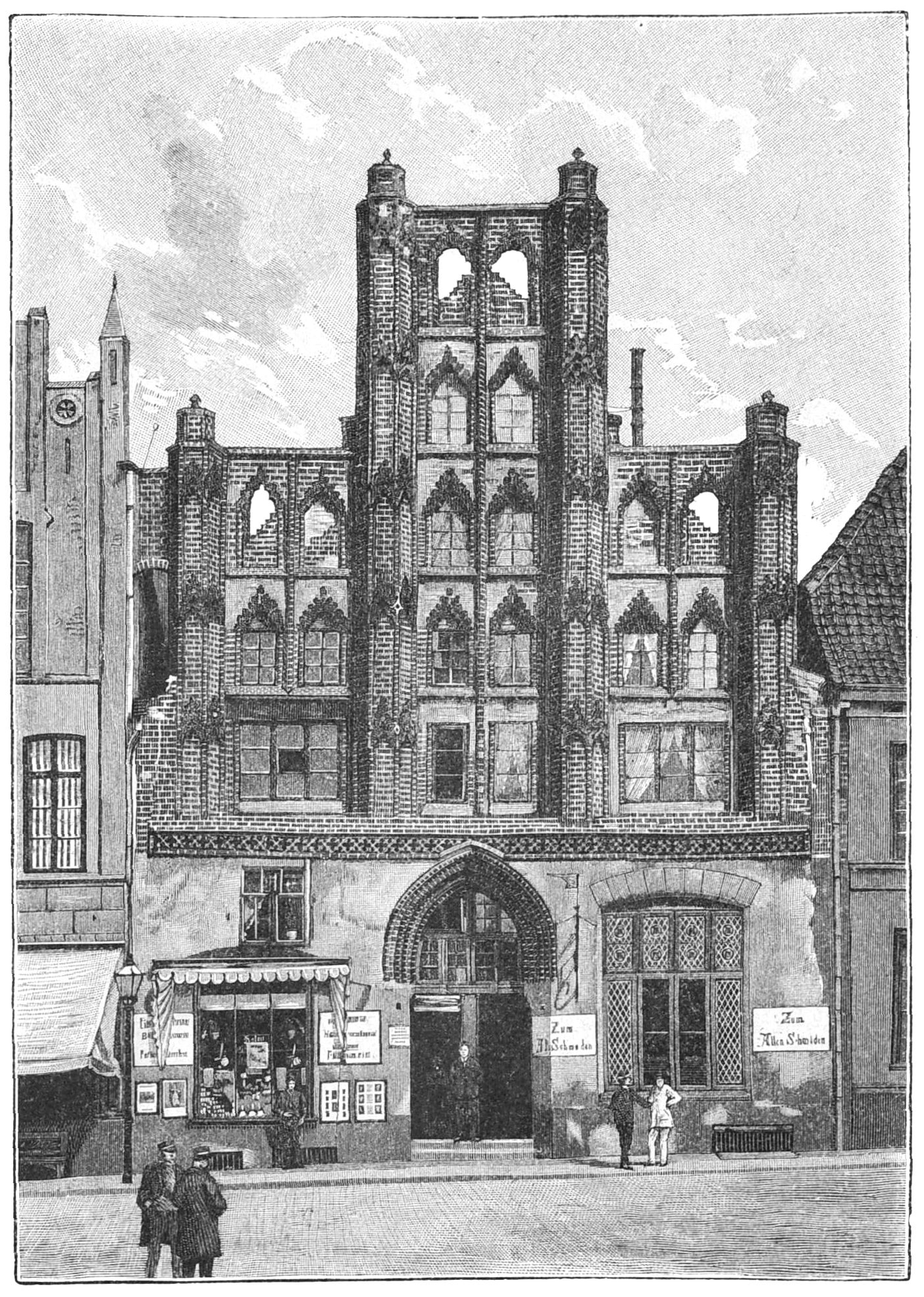
1892
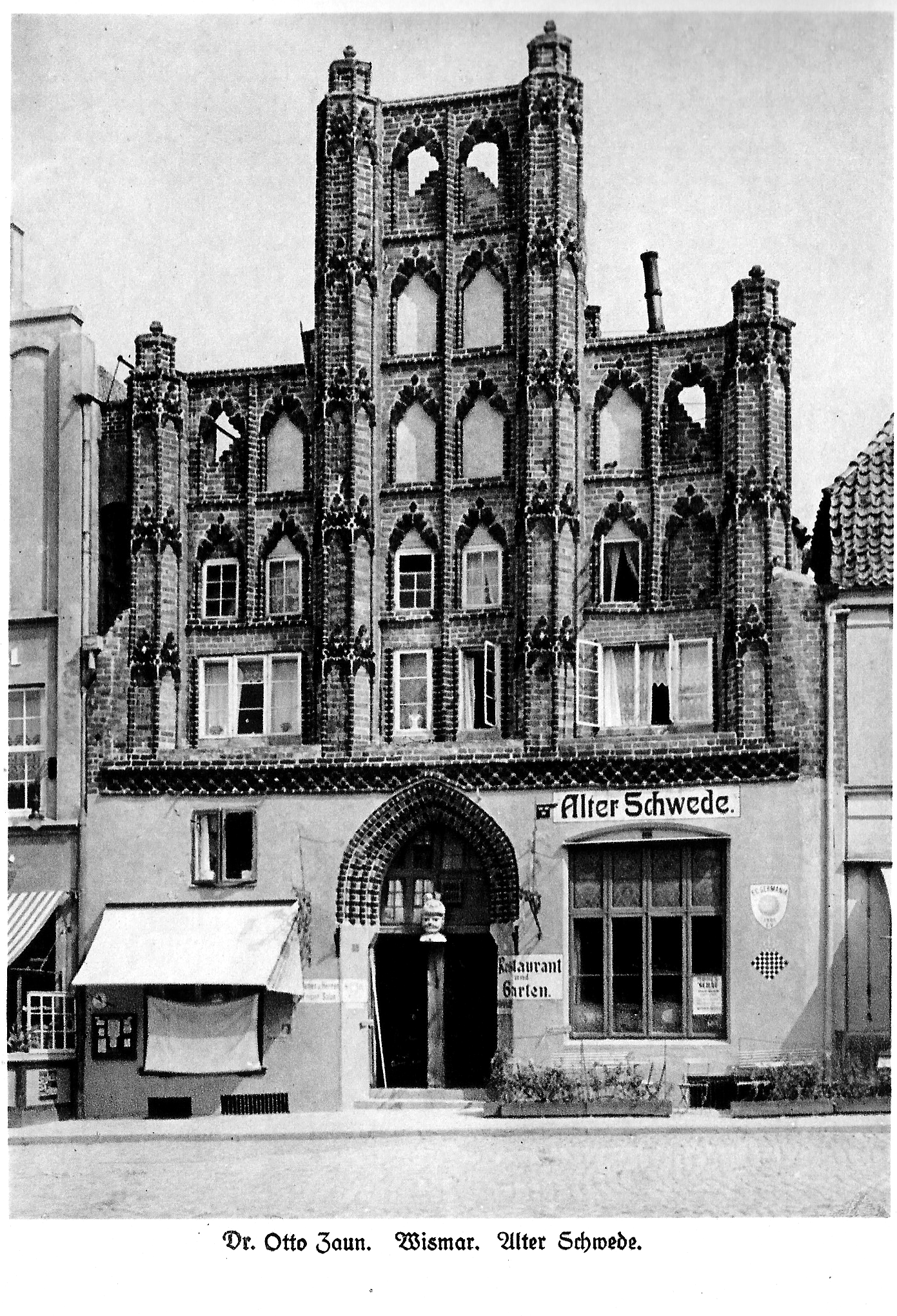
1935
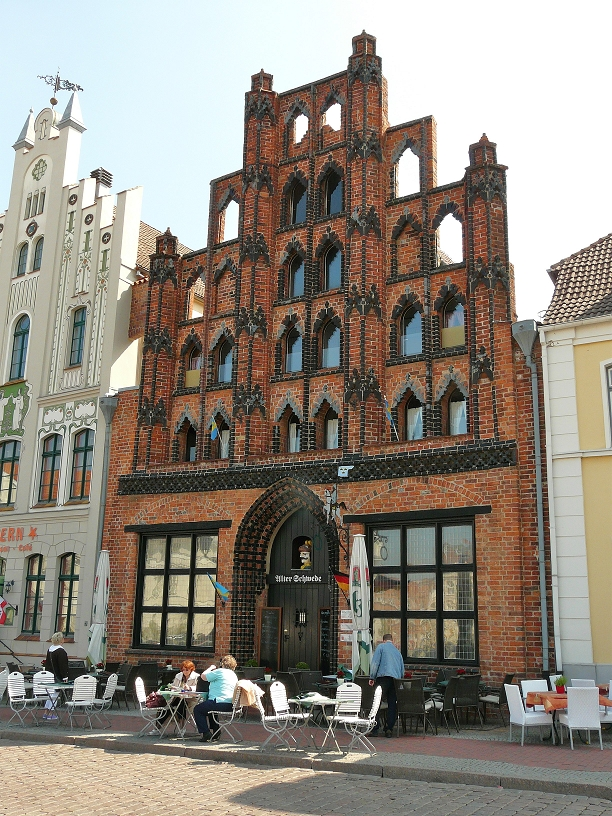
2010